# 阿馬佐尼亞 (密蘇里州)
阿馬佐尼亞（英語：Amazonia）是位於美國密蘇里州安德魯縣的村。

## 人口
根據2020年美國人口普查的數據，阿馬佐尼亞的面積為0.95平方千米，皆為陸地。當地共有人口238人，而人口密度為每平方千米251人。